# You Found Me
«You Found Me» es una canción interpretada por la banda estadounidense The Fray. Fue lanzada como el segundo sencillo del álbum The Fray. La canción se convirtió en el tercer sencillo de la banda después de «How to Save a Life» y «Over My Head (Cable Car)» en lograr más de 2 millones de descargas en los Estados Unidos. La canción ocupó la posición 13 en el Billboard Hot 100 para el año 2009.
El lado B del sencillo fue una versión de la canción «The Great Beyond» de R.E.M. La canción había sido grabada originalmente para el álbum recopilatorio Radio 1 Established 1967 para celebrar el 40° aniversario de BBC Radio 1.

## Listas de popularidad
«You Found Me» debutó en el puesto 28 en el Billboard Hot 100, convirtiéndose en el mejor debut de un sencillo de la banda en esa lista hasta ese entonces. El 7 de febrero de 2009, el sencillo pasó a ocupar el puesto 8 de la lista, siendo así el tercer sencillo de The Fray llegar al top 10. En la lista Hot Adult Top 40 Tracks, el sencillo alcanzó el primer puesto. En el 
Durante su primera semana en la Australian Singles Chart, la canción ocupó el puesto 15 y llegó a alcanzar la primera posición. «You Found Me» fue la primera canción de The Fray en lograr esto. La canción permaneció en esa posición durante cuatro semanas hasta que fue desplazada por «Right Round» de Flo Rida.
| Lista (2003)                               | Posición más alta |
| ------------------------------------------ | ----------------- |
| Australian Singles Chart                   | 1                 |
| Billboard Hot 100                          | 7                 |
| Billboard Hot Adult Contemporary Tracks    | 2                 |
| Billboard Hot Adult Top 40 Tracks          | 1                 |
| Billboard Hot Christian Adult Contemporary | 24                |
| Billboard Hot Modern Rock Tracks           | 38                |
| Billboard Christian Songs                  | 16                |
| Billboard Pop 100                          | 7                 |
| Canadian Hot 100                           | 12                |
| Irish Singles Chart                        | 4                 |
| Listas musicales de Grecia                 | 7                 |
| UK Singles Chart                           | 35                |

## Video musical
El video musical de la canción fue filmado en Chicago y fue dirigido por Josh Forbes. Fue estrenado el 9 de diciembre de 2008 en VH1. El video muestra a los miembros de la banda tocando la canción en las vigas de un edificio. También se les puede ver junto a varios desconocidos en techos de edificios viendo hacia el cielo y también presenciando un accidente automovilístico. El video termina con todos los objetos materiales elevándose en el aire.